# هرش لوترپاخت
هرش لوترپاخت (۱۶ اوت ۱۸۹۷ – ۸ مه ۱۹۶۰) متفکر برجسته حقوق بین‌الملل و قاضی دیوان بین‌المللی دادگستری بود.

## زندگی‌نامه
هرش لوترپاخت در ۱۶ اوت ۱۸۹۷ در یک خانواده یهودی ارتدکس در شهر کوچک ژولکیف واقع در امپراتوری اتریش-مجارستان (اوکراین کنونی) به دنیا آمد. زادگاه او در نزدیکی لمبرگ (پایتخت گالیسیای شرقی) واقع است. در سال ۱۹۱۱، خانواده او به لمبرگ نقل مکان کردند. او ابتدا در دانشگاه لهستانی‌زبان شهر لمبرگ در رشته حقوق تحصیل می‌کرد اما در پایان جنگ جهانی اول، هنگامی که شهر تحت کنترل لهستان درآمد، این دانشگاه را ترک کرد و به وین رفت. لوترپاخت مدرک دکترای خود در حقوق بین‌الملل را در وین و زیر نظر هانس کلسن دریافت کرد. پس از آن در سال ۱۹۲۳ به انگلستان رفت و مدرک دکترای دوم خود را در سال ۱۹۲۵ در مدرسه اقتصاد لندن دریافت نمود. پایان‌نامه او دربارهٔ «قیاس‌هایی از حقوق خصوصی در حقوق بین‌الملل» بود که در سال ۱۹۲۷ منتشر شد. لوترپاخت پس از آن مدارج آکادمیک را یکی پس از دیگری طی کرد.
لوترپاخت تعداد زیادی از اعضای خانواده‌اش را در هولوکاست از دست داد از جمله والدین، برادر و خواهر و فرزندان آنها. او در سال ۱۹۴۴ به کمیته شناسایی جنایات جنگی بریتانیا پیوست و نقش مهمی در تدارک دادگاه نظامی بین‌المللی نورنبرگ داشت. او در دادگاه‌های نورنبرگ با تیم دادستانی همکاری می‌کرد و در تهیه پیش‌نویس سخنرانی هارتلی شاوكروس (دادستان منصوب دولت بریتانیا) نقش داشت.
لوترپاخت از سال ۱۹۵۲ تا ۱۹۵۴ عضو کمیسیون حقوق بین‌الملل سازمان ملل متحد، و از سال ۱۹۵۵ تا ۱۹۶۰ قاضی دیوان بین‌المللی دادگستری بود. نوشته‌ها و نظرات (اعم از نظر موافق یا مخالفی که با حکم صادره توسط دیوان می‌نوشت)، با گذشت تقریباً ۵۰ سال از مرگ او، همچنان در گزارش‌ها، احکام و نظرات مشورتی دیوان بین‌المللی دادگستری مورد استناد قرار می‌گیرد.
«مرکز لوترپاخت برای حقوق بین‌الملل» در دانشگاه کمبریج به نام او و پسرش، الایهو لوترپاخت، نام‌گذاری شده‌است. الایهو لوترپاخت این مرکز را تأسیس کرد و نخستین مدیر آن بود.